# Cody (band)
 For alternative betydninger, se Cody. (Se også artikler, som begynder med Cody)
Cody er et dansk band grundlagt af den danske roots-musiker Kaspar Kaae i 2004.
Cody udgiver musik i genrerne alternativ country, neo-folk afdæmpet folkemusik og singer-songwriting - med inspiration fra post-rock.
Bandmedlemmer tæller: David Fjelstrup (guitar/voc), Frederik Thybo (violin, mandolin), Line Felding (cello).
Codys musik er bl.a. blevet brugt i den tyske film 12 Meter Ohne Kopf og de danske film En familie, Kapringen og Me & You Forever.

## Discografi
- Cody (2009) ep
- Songs (2009)
- Under the Pillow, Under the Elms (2011) ep
- Fractures (2012)
- Windshield (2014)
- I'll Ride With You (2016)
- Win Some (2020)